# Gouvernement al-Dschiza
al-Dschiza (arabisch محافظة الجيزة Muhāfazat al-Dschīza, DMG Muḥāfaẓat al-Ǧīza, ägyptisch-arabisch: ig-Gīza) ist ein Gouvernement in Ägypten mit 8.632.021 Einwohnern.
Es grenzt im Norden an die Gouvernements  al-Buhaira und al-Minufiyya, im Osten an das Gouvernement al-Qahira, im Südosten an die Gouvernements al-Fayyum, Bani Suwaif und al-Minya, im Süden an das Gouvernement al-Wadi al-dschadid und im Nordwesten an das Gouvernement Matruh.
Das Gouvernement umfasst den Westteil der Metropolregion Groß-Kairo einschließlich der Stadt al-Giza, die gleichzeitig das Verwaltungszentrum des Gouvernements ist, die Gebiete südlich von al-Giza einschließlich der Stadt Madinat as-Sadis min Uktubar und der Memphitischen Nekropole und seit 1968 in der Libyschen Wüste den Bereich der Straße zur Oase Bahariyya und die Senke al-Bahriyya selbst.

## Bevölkerungsentwicklung
| Zensusjahr | Einwohnerzahl |
| ---------- | ------------- |
| 1986       | 3.700.054     |
| 1996       | 4.784.095     |
| 2007       | 6.294.319     |
| 2017       | 8.632.021     |

## Städte
- Gizeh
- Madinat as-Sadis min Uktubar (6th of October City)
- Madinat asch-Schaich Zayid (Sheikh Zayed City)

## Wichtige Stätten im Gouvernement
- Abusir
- Bahariyya
- Memphis
- Nekropole von Gizeh